# 蒋梦麟
蔣夢麟（1886年1月20日—1964年6月19日），原名夢熊，譜名德銘，字兆賢，别号孟鄰，筆名唯心，浙江餘姚人，教育家、作家，國民政府教育部部长、國立北京大學校长、國立浙江大學校长。

## 生平

### 早年生活
1886年1月20日，蔣夢麟生於浙江餘姚蔣村。他的祖父在南京、上海做錢莊生意，去世後交給他的父親蔣懷清經營，因此他常常奔波往返於餘姚和上海兩地。母親為經氏。
1891年，五歲的蔣夢麟被父親送入私塾學習。1892年，母親過世。1898年，十二歲進入紹郡中西學堂學習，蔡元培任該校監督。1899年，隨家人到上海生活近兩年，暫住天主教開辦的學校繼續學習英文。1900年，遷回故鄉。1901年，到杭州求學，進入教會學校就讀，繼續學習英文。1903年，考入浙江高等學堂。初秋赴紹興參加科舉考試，被取為餘姚縣學附生，後來還是決定返回浙江高等學堂继续學業。
1904年暑假前，離開浙江高等學堂，前往上海，考取南洋公學。週末餘暇，時常前往福州路的奇芳茶館，與上海學生討論時事、閱讀革命書刊。1907年6月暑假，接受擔任錢莊經理的堂兄建議，前往日本旅遊一個月餘。

### 赴美求學
1908年暑假，參加浙江省官費留美考試未被录取，為此，蔣父籌措四千兩銀子供先生赴美留學。8月底，剪掉辮子，到上海取得護照和簽證。9月24日，與官費留學生蔡光勩等人一起赴美。10月下旬，抵達美國舊金山，由於加州大學伯克萊分校秋季班已開學，只好專心學習英文等待明年春季班入學。1909年2月，以南洋公學學分申請，入柏克萊加州大學農學院。入學半年後在朋友勸告下，於1909年秋季轉入社會科學學院。1910年，《大同日報》所屬的舊金山致公堂和舊金山同盟會合併，2月，受劉成禺之邀和孫中山會面。後加入同盟會，為《大同日報》和《少年中國晨報》撰寫社論，不久擔任《大同日報》主筆。1911年，武昌起義後劉成禺回國，《大同日報》的社論交由蔣夢麟一人主筆。1912年6月，以教育為主科，歷史與哲學為兩附科，畢業于柏克萊加州大學教育學系。隨即進入紐約哥倫比亞大學攻讀博士，导师为约翰·杜威。
1917年1月，蔡元培、黃炎培等人籌辦中華職業教育社，蔣夢麟也聯署支持，正式成立後任總書記。6月，獲紐約哥倫比亞大學博士學位，遂離美返國，畢業論文為〈中國教育原理之研究〉。蔡元培在北大評議會提出增設教育系，擬聘蔣夢麟擔任該系主任，因直隸教育廳長黃炎培的反對而作罷。

### 從事教育
1917年秋，蔣夢麟回國後，由黃炎培介紹進入上海商務出版社工作，同時加入由黃炎培主持的江蘇省教育會擔任理事。1918年夏，從商務印書館辭職，與朋友開始發行《新教育》月刊，任主編。其間幫助校閱孫中山所著《實業計劃》原稿。6月16日，與黃炎培前往東三省調查教育狀況。
1919年3月10日，被教育部聘任為教育調查會員。4月30日下午，與胡適、陶行知等人至上海碼頭迎接約翰·杜威夫婦。五四運動爆發後，蔡元培辭去北京大學校長，退隱杭州。5月9日，蔣夢麟出席上海學生聯合會成立大會。5月12日，與羅家倫兩人一起陪同杜威拜訪孫中山。6月6日，上海罷市第二日，上海商、學、工、報界假總商會開會，有代表報告工部局干涉罷市，當即推定蔣夢麟、虞洽卿等五人往英、美領事公館疏通，蔣夢麟任上海商學工報聯合會臨時幹部。6月12日，臨時幹部在青年會開會，以英、法領事證實北京政府已免去曹汝霖、章宗祥、陸宗輿三人職務，議決明日下午2時開市。6月16日，參加全國學生聯合會成立大會，並發表演說。7月，蔣夢麟受蔡元培之託前往北京大學代理校長。暑假，自北京往天津、南京、上海、杭州等城市考察教育，歷時一月餘。蔡元培於9月12日重返北大復職校長，蔣夢麟擔任教育學教授兼總務長。1920年10月，蔡元培赴歐美考察，並為策劃里昂中法大學事宜赴法，蔣夢麟第二次代理校長。1921年冬，蔡元培返校後，赴歐美考察，以國民代表身份出席华盛顿会议。1922年2月6日，會議閉幕，取道英國、法國，香港返回上海。8月，與黃炎培到杭州為職教社招募新社員。1923年3月，因教育部拖欠北京國立大專院校教職員三個多月薪資，而發起罷課索薪運動，蔣夢麟等八校校長聯名請辭表示抗議。
1923年1月，任「國立北京八校校長聯合會」主席。蔡元培以教育總長彭允彝主張羅文榦按重議干涉司法獨立而辭職離校。12月27日，北京政府教育部令：國立北京大學校長蔡元培在歐洲考察未回校以前，派蔣夢麟代理校長，這是他第三次代理北大校長。11月，因經費積欠九月之久，教職員聯席會決議罷課，在蔣夢麟的主持下恢復正常。蔣夢麟在這幾年間新設立了教育系、生物系、心理學系等系，各項研究和調查也多能繼續進行。1924年9月13日，中華教育文教基金董事會在北京外交部成立，任董事。
1926年，三一八慘案發生後，直奉聯軍入京而離開北京，4月，孫寶琦告知他被列入黑名單，遂躲入東交民巷六國飯店三個月，同時躲入東交民巷的還有李大釗、朱家驊等人。後趁機逃往搭乘火車至天津，再搭英國商船到上海，後轉赴杭州。

### 邁入政界
1927年4月17日，國民革命軍占領杭州後，蒋梦麟被蔣中正任命為浙江省政務委員會委員兼教育廳長。4月25日，任中國國民黨中央執行委員會政治會議浙江分會委員，亦任該委員會秘書長，開始黨政生涯。6月27日，第三中山大學成立出任校長。7月15日，浙江省政務委員會改組為浙江省政府，出任浙江省政府委員。1928年2月6日，大學院改第三中山大學為浙江大學，仍任校長。9月15日，蔡元培推薦蔣夢麟繼任大學院院長。10月19日，出任教育部長仍兼浙大校長。10月3日 - 10月24日兼任国民政府大学院第二任院长。1929年1月23日，受聘為國民政府首都建設委員會委員。
1930年7月12日，辭去校長兼職，由邵裴子繼任，他在南京專任教育部長。11月27日，因勞動大學停辦與國立中央大學校長易長等案與吳稚暉等人意見相左，請辭教育部長職務。12月4日，中執委政治會議，准允辭去教育部長，並任先生為國立北京大學校長。高魯繼任教育部長。12月19日，自南京北上。1931年9月17日，“新北大”開學後一天發生九一八事變。1933年5月4日，受聘為行政院駐平政務整理委員會委員。6月14日，受聘為華北戰區救濟委員會委員。1934年，受聘為隸屬全國經濟委員會的教育委員會委員。1937年盧溝橋事變後，國立北京大學、國立清華大學、私立南開大學遷往長沙，組成長沙臨時大學，11月1日復課。蔣夢麟任校務委員會委員。1938年2月，隨學校遷往昆明，長沙臨時大學改稱西南聯合大學。1941年7月，出任中國紅十字會總會長。1945年7月4日，國防最高委員會特任蔣夢麟為行政院秘書長。1946年6月22日，兼任最高經濟委員會委員。10月3日，接受派任綏靖區政務委員會委員，該委員會為處理綏靖區行政事務。1947年3月1日，宋子文辭行政院院長職，蔣夢麟隨之卸除行政院秘書長職。4月18日，任國民政府委員會委員。1948年6月，在南京紅十字會總會辦公室辦公時，蔣介石準備要求他擔任中美合作的「中國農村復興聯合委員會」主任委員一職。10月1日，「中國農村復興聯合委員會」於南京正式成立，擔任主任委員。12月4日，「農復會」隨政府遷往廣州。
國府遷台後，1949年2月，在臺北與穆懿爾、沈宗瀚商談「農復會」在臺灣工作。8月，「農復會」由廣州遷臺北辦公。10月9日，先生飛抵臺北，「農復會」在臺灣展開工作。1950年6月7日，受聘為第一屆「故宮中央兩博物院共同理事會」理事。1952年，時任農復會主委並引進美國四健會運動，由政府機關與農會合作進行，目的在訓練今日農村青年將來具備科學知識和技能的農民。同時開始提倡節育政策。1955年，擔任行政院經濟委員會委員。

### 晚年經歷

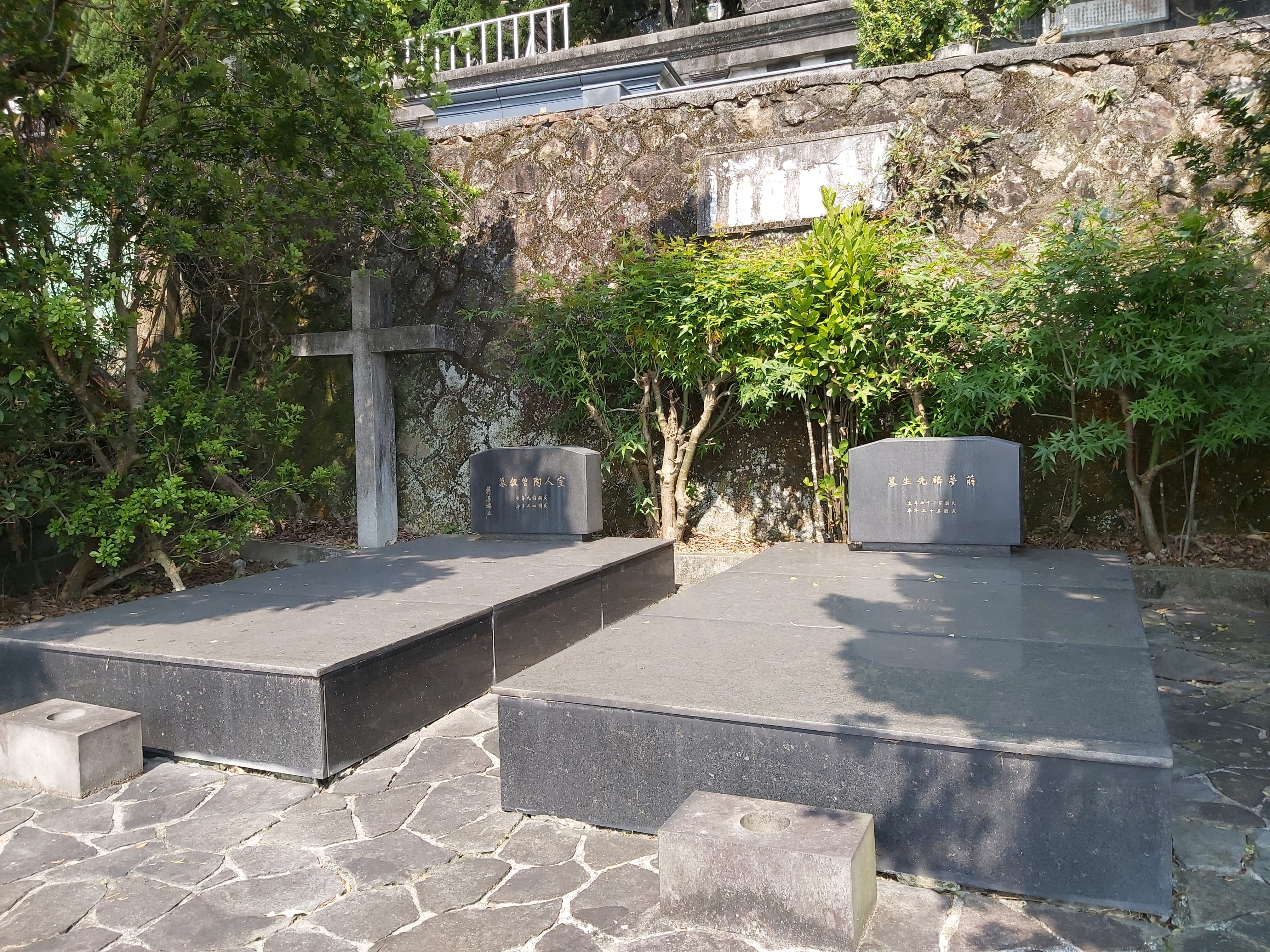
蔣夢麟與陶曾穀的墓地

1958年8月，任石門水庫建設委員會主任委員。1964年6月19日，因肝癌病逝於台北榮民總醫院，享年78歲。遺體與第二任妻子陶曾谷合葬於陽明山公墓。

## 著作
- 《中國教育原理》
- 《過渡時代之思想與教育》
- 《書法探源》
- 《西潮》：其自傳性作品，亦有題名為Tides From West之英文對應版本。
- 《孟鄰文存》
- 《談學問》
- 《文化的交流與思想的演進》
- 《新潮》

## 家族
蔣夢麟與元配孫玉書，育有三子一女。1949年，仅携小女儿蒋燕华赴台湾，三子均留居大陆。
- 长子 蒋仁宇：德国柏林大学（今洪堡大学）经济学博士，中華民國大陆时期曾在扬州、无锡等地担任银行经理。中華人民共和國成立後，在北京中央人民政府华侨事务委员会任職，后调任中国外文出版发行事业局德语翻译。1996年，在北京过世。蒋仁宇遗有一子三女：
  - 长子：早夭
  - 长女 蒋季秀：北京市三建公司高级工程师；
  - 次女 蒋季珊：深圳市体育运动学校教练，嫁徐文，作家徐迟之子；
  - 三女 蒋季瑚：北京市什刹海体育学校的金牌教练，是体操世界冠军卢佳的教练。
- 次子 蔣仁淵：山东工业大学（今山东大学）教授，终身未娶，居济南。
- 三子 蒋仁浩：湖北省电力实验研究所高级工程师，居武汉，有二子：
  - 长子 蒋伟，美籍华人；
  - 次子 蒋凌，上海飞机制造厂工程师。
- 長女 早夭
- 次女 蒋燕华

## 軼事
- 蔣夢麟好友北京大學教授高仁山遇害後，盡力關照其遺孀陶曾谷，並對之產生感情。1933年，蒋氏與原配妻子離婚後后便与陶氏结婚，蒋氏曾对來訪宾客说如此才对得起亡友。

- 蔣夢麟第三任妻子徐賢樂是知名書畫家鄭曼青夫人丁惟莊的表姐，兩人相差22歲，蔣夢麟於75歲高齡之時娶了當時53歲的徐賢樂，徐賢樂對採訪她的記者回憶，在學校裡，追求他的男同學數不勝數，在外交部上班，她便是"部花"，在中央信託局上班，她就是"局花"，蔣夢麟對她一見鍾情。但正當蔣夢麟希望迎娶徐賢樂的消息傳出後，不少友人都出面反對，原因是徐賢樂曾經結過婚，最後卻因為金錢問題鬧到離婚，而反對的友人中包含了胡適、陳誠、蔣宋美齡，二人之婚姻鄭曼青為介紹人，唯婚姻僅維持2年半即以離婚收場，蔣夢麟後與徐賢樂打離婚官司，後遭法院判決賠償徐賢樂50萬元。

- 蒋梦麟任北京大学代理及在任校長达17年，是該校校史上任期最长校长，曾自嘲為“北大功狗”。

## 榮譽

### 本國
- 一等景星勳章（1963年6月6日[14]）